# Slag bij de Eurymedon (190 v.Chr.)
De Slag bij de Eurymedon werd gevochten in 190 v.Chr. tussen een Seleucidische vloot en die van de stadstaat Rhodos, die een bondgenoot van de Romeinse Republiek was. De Seleuciden werden geleid door de bekende Carthaagse generaal Hannibal, die in ballingschap gegaan was ten gevolge van de gevolgen na de Slag bij Zama. De vloot moest de admiraal Polyxenidas te hulp komen, die geblokkeerd werd door de Romeinse vloot. De ervaren Rhodische vloot kwam als overwinnaar uit de strijd, en Hannibals vloot moest vluchten. Hierdoor bleef Polyxenidas geïsoleerd en werd daarna verslagen in de Slag bij Myonessus.